# 貝爾格勒路面電車

路線圖

貝爾格萊德電車（羅馬化：Beogradski tramvaj）在2011年共有10條路線，全長43.5（27.0英里）。貝爾格萊德電車共有約200輛電車。貝爾格萊德電車開始運營於1892年10月。